# ブラックボックス (トゥライのアルバム)
『ブラックボックス』は、2015年11月11日、ビーイングから発売されたトゥライ（minato）のアルバム。

## 概要
minatoが歌い手としての名義「トゥライ」で行ったメジャーデビュー作。アルバムタイトルの由来は、「中身がわからない不気味なもの」「内部構造や仕組みが解らないのに動作するもの」という意味が込められており、「何が入っているか解らない不気味な作品」をテーマに自身の状況が投影された仕上がりになっている。初回限定盤のみ表題曲のプロモーションビデオを収録したDVD付き。

## 収録曲
全曲　作詞・作曲：minato≒トゥライ
1. ブラックボックス
編曲：田尻尋一
2. 求めた忘却
編曲：田尻尋一
3. 全心麻酔
編曲：田尻尋一
4. ハルノハテ (VALSHE楽曲セルフカバー)[2][3]
編曲：田尻尋一
ゲストボーカル：VALSHE
5. アイ (Gero楽曲セルフカバー)[2][3]
編曲：大西俊也
6. パンドラ
編曲：中山真斗
7. 数センチの隙間
編曲：長谷川哲史
8. チョコレート・ホリック (りぶ楽曲セルフカバー)[2][3]
編曲：田尻尋一
ゲストボーカル：りぶ
9. スプーンと波紋
編曲：長谷川哲史
10. もうひとりの僕へ
編曲：長谷川哲史
11. magnet -repeat over again- (VOCALOID楽曲セルフカバー)[2][3]
編曲：minato